# 建雄軍節度使
建雄軍節度使，五代时藩鎮節度使。
開平四年（910年）四月，後梁在今山西省臨汾市設立的節度使，稱定昌軍節度使，割晉州、絳州、沁州隸之。而沁州為晉王李存勗所據，因此實領晉、絳2州。貞明三年（917年）改稱建寧軍節度使。後唐同光元年（923年）建寧軍歸唐，改稱建雄軍節度使。二年（924年）六月，絳州割屬河中節度使，河中節度使所領慈、隰2州改隸建雄軍。北宋太平興國六年（981年）廢。

## 历代節度使
- 华温琪（910－912年）
- 刘玘（915－923年）
- 李存乂（924－925年）
- 李存确（925－926年）
- 符彦超（926年）
- 安崇阮（926－927年）
- 刘训（928－930年）
- 朱汉宾（930－931年）
- 薄文（931－933年）
- 翟章（933－934年）
- 张温（935年）
- 张敬达（935－936年）
- 相里金（936－938年）
- 李德珫（938－940年）
- 皇甫遇（940－942年）
- 周密（942－943年）
- 宋彦筠（943－944年）
- 安叔千（944－945年）
- 张从恩（945年）
- 刘在明（945－947年）
- 许从赟（947年）
- 张晏洪（947年）
- 王晏（947－951年）
- 王彦超（951－952年）
- 药元福（952－954年）
- 杨廷璋（954－960年）
- 赵延徽（960－968年）
- 赵赞（968－971年）
- 武守琦（974－975年）
- 王政忠（975－977年）